# Eisschnelllauf-Einzelstreckenweltmeisterschaften 2003

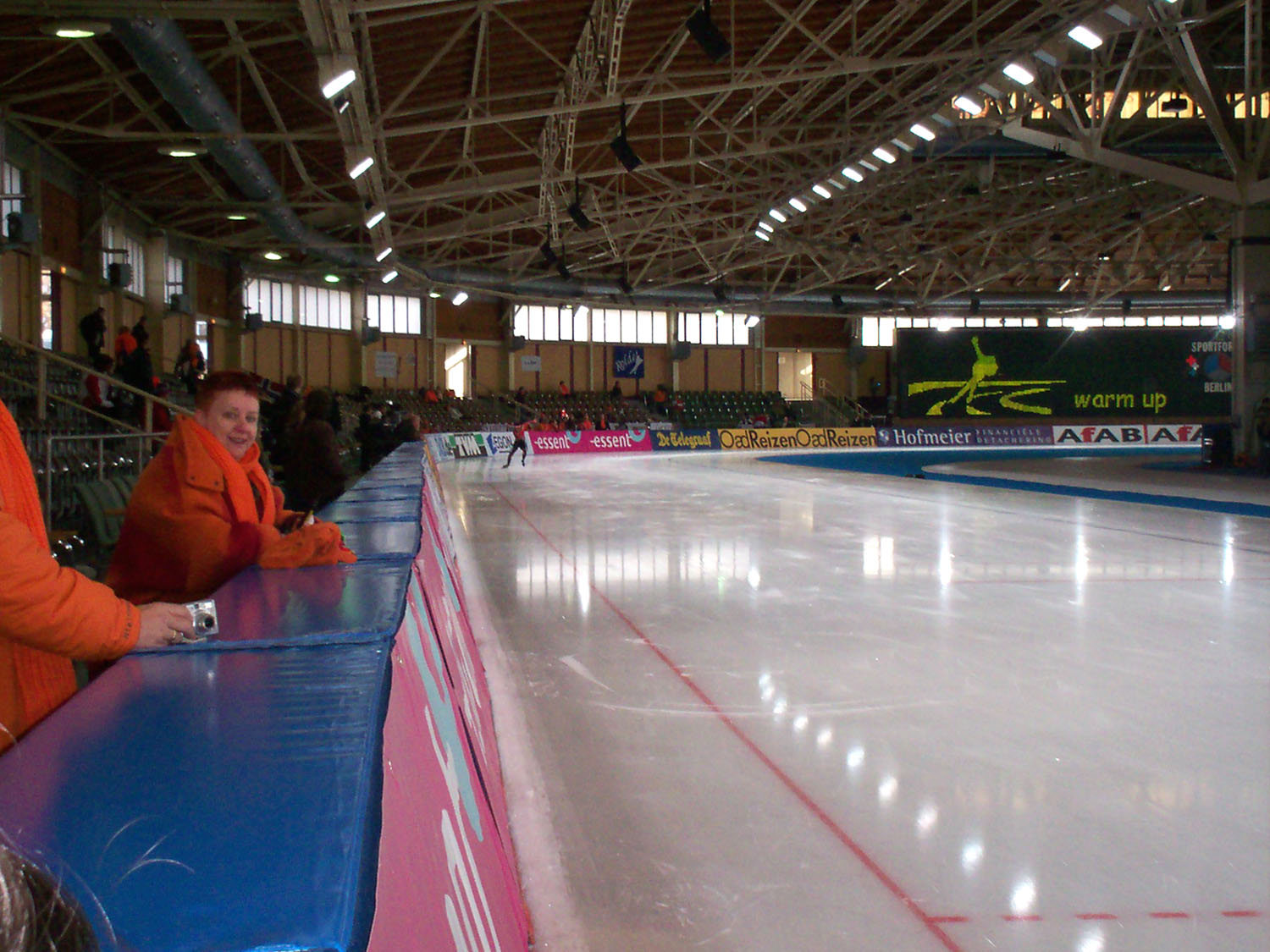
Sportforum Hohenschönhausen

Die 7. Einzelstreckenweltmeisterschaften wurden vom 14. bis 16. März 2003 in Berlin ausgetragen. Austragungsort war die Eisschnelllaufhalle Berlin-Hohenschönhausen im Sportforum Hohenschönhausen.

## Teilnehmende Nationen
- 126 Sportler aus 17 Nationen nahmen an der Meisterschaft teil

| Teilnehmende Nationen                         | Teilnehmende Nationen              | Teilnehmende Nationen                    | Teilnehmende Nationen   | Teilnehmende Nationen       |
| --------------------------------------------- | ---------------------------------- | ---------------------------------------- | ----------------------- | --------------------------- |
| Österreich Belgien Kanada Volksrepublik China | Finnland Deutschland Italien Japan | Kasachstan Südkorea Niederlande Norwegen | Polen Rumänien Russland | Schweden Vereinigte Staaten |

## Sieger

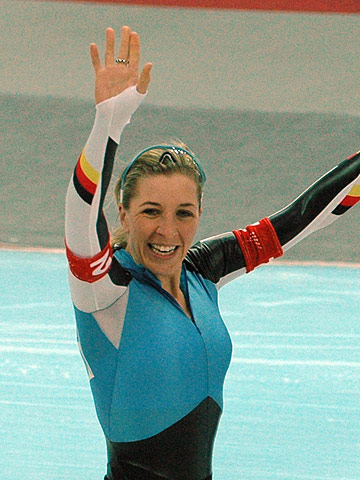
Anni Friesinger – mit 3 × Gold die erfolgreichste Sportlerin der Einzelstrecken-WM

- Zeigt die drei Medaillenplätze der einzelnen Distanzen

### Frauen
| Distanz       | Gold                      | Silber             | Bronze             |
| ------------- | ------------------------- | ------------------ | ------------------ |
| 2 × 500 Meter | Monique Garbrecht-Enfeldt | Wang Manli         | Anschalika Kazjuha |
| 1.000 Meter   | Anni Friesinger           | Jennifer Rodriguez | Cindy Klassen      |
| 1.500 Meter   | Anni Friesinger           | Maki Tabata        | Jennifer Rodriguez |
| 3.000 Meter   | Anni Friesinger           | Claudia Pechstein  | Gretha Smit        |
| 5.000 Meter   | Claudia Pechstein         | Clara Hughes       | Gretha Smit        |

### Männer

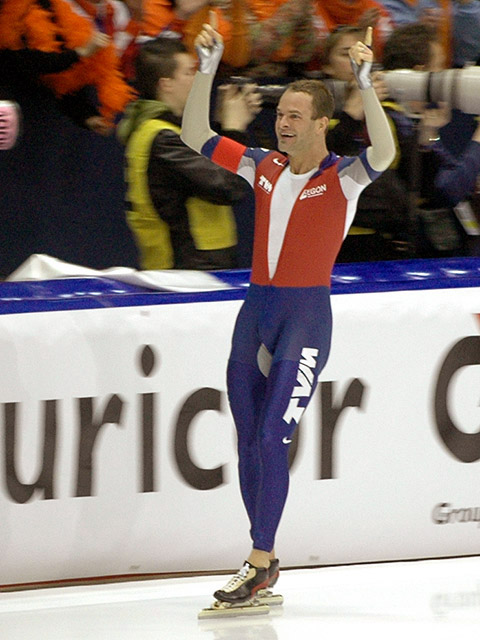
Erben Wennemars – mit 2 × Gold und 1 × Bronze die erfolgreichste Sportler der Einzelstrecken-WM

| Distanz       | Gold               | Silber             | Bronze          |
| ------------- | ------------------ | ------------------ | --------------- |
| 2 × 500 Meter | Jeremy Wotherspoon | Hiroyasu Shimizu   | Erben Wennemars |
| 1.000 Meter   | Erben Wennemars    | Gerard van Velde   | Joey Cheek      |
| 1.500 Meter   | Erben Wennemars    | Ralf van der Rijst | Joey Cheek      |
| 5.000 Meter   | Jochem Uytdehaage  | Bob de Jong        | Carl Verheijen  |
| 10.000 Meter  | Bob de Jong        | Carl Verheijen     | Lasse Sætre     |

## Wettbewerbe

### Frauen

#### 2 × 500 Meter
- Die Zeiten beider 500 m Läufe in Sekunden, werden addiert und ergeben die Gesamtpunktzahl

| Platz | Name                      | Land                | 1. Lauf 500 Meter | 2. Lauf 500 Meter | Gesamt- punkte |
| ----- | ------------------------- | ------------------- | ----------------- | ----------------- | -------------- |
| 1     | Monique Garbrecht-Enfeldt | Deutschland         | 38,67 (3)         | 38,50 (1)         | 77,17          |
| 2     | Wang Manli                | Volksrepublik China | 38,54 (2)         | 38,75 (4)         | 77,29          |
| 3     | Anschalika Kazjuha        | Belarus             | 38,51 (1)         | 38,79 (6)         | 77,30          |
| 4     | Catriona LeMay-Doan       | Kanada              | 38,72 (4)         | 38,72 (3)         | 77,44          |
| 5     | Shihomi Shin’ya           | Japan               | 38,84 (5)         | 38,66 (2)         | 77,50          |
| 6     | Sayuri Ōsuga              | Japan               | 38,84 (5)         | 38,76 (5)         | 77,60          |
| 7     | Swetlana Schurowa         | Russland            | 38,96 (7)         | 38,85 (7)         | 77,81          |
| 8     | Yukari Watanabe           | Japan               | 39,27 (8)         | 39,21 (8)         | 78,48          |
| 9     | Marianne Timmer           | Niederlande         | 39,47 (10)        | 39,25 (9)         | 78,72          |
| 10    | Pamela Zoellner           | Deutschland         | 39,50 (11)        | 39,25 (9)         | 78,75          |
|       |                           |                     |                   |                   |                |
| 19    | Anke Hartmann             | Deutschland         | 40,23 (19)        | 40,50 (19)        | 80,73          |

#### 1.000 Meter
| Platz | Name                      | Land               | Zeit    |
| ----- | ------------------------- | ------------------ | ------- |
| 1     | Anni Friesinger           | Deutschland        | 1:16,85 |
| 2     | Jennifer Rodriguez        | Vereinigte Staaten | 1:17,28 |
| 3     | Cindy Klassen             | Kanada             | 1:17,36 |
| 4     | Marianne Timmer           | Niederlande        | 1:17,96 |
| 5     | Anschalika Kazjuha        | Belarus            | 1:17,98 |
| 6     | Monique Garbrecht-Enfeldt | Deutschland        | 1:18,19 |
| 7     | Catriona LeMay-Doan       | Kanada             | 1:18,47 |
| 8     | Swetlana Schurowa         | Russland           | 1:18,48 |
| 9     | Chris Witty               | Vereinigte Staaten | 1:18,53 |
| 10    | Becky Sundstrom           | Vereinigte Staaten | 1:18,79 |
|       |                           |                    |         |
| 14    | Pamela Zoellner           | Deutschland        | 1:19,37 |
| 20    | Emese Dörfler-Antal       | Österreich         | 1:21,07 |

#### 1.500 Meter
| Platz | Name                | Land               | Zeit    |
| ----- | ------------------- | ------------------ | ------- |
| 1     | Anni Friesinger     | Deutschland        | 1:57,43 |
| 2     | Maki Tabata         | Japan              | 1:59,30 |
| 3     | Jennifer Rodriguez  | Vereinigte Staaten | 1:59,31 |
| 4     | Barbara de Loor     | Niederlande        | 1:59,60 |
| 5     | Eriko Ishino        | Japan              | 2:00,39 |
| 6     | Renate Groenewold   | Niederlande        | 2:00,68 |
| 7     | Daniela Anschütz    | Deutschland        | 2:00,86 |
| 8     | Katrin Kalex        | Deutschland        | 2:00,89 |
| 9     | Becky Sundstrom     | Vereinigte Staaten | 2:01,09 |
| 10    | Cindy Klassen       | Kanada             | 2:01,20 |
|       |                     |                    |         |
| 19    | Emese Dörfler-Antal | Österreich         | 2:04,81 |

#### 3.000 Meter
| Platz | Name                   | Land               | Zeit    |
| ----- | ---------------------- | ------------------ | ------- |
| 1     | Anni Friesinger        | Deutschland        | 4:06,07 |
| 2     | Claudia Pechstein      | Deutschland        | 4:07,99 |
| 3     | Gretha Smit            | Niederlande        | 4:08,91 |
| 4     | Clara Hughes           | Kanada             | 4:10,16 |
| 5     | Catherine Raney        | Vereinigte Staaten | 4:13,62 |
| 6     | Kristina Groves        | Kanada             | 4:13,63 |
| 7     | Eriko Ishino           | Japan              | 4:14,34 |
| 8     | Daniela Anschütz       | Deutschland        | 4:14,54 |
| 9     | Jenita Hulzebosch-Smit | Niederlande        | 4:15,52 |
| 10    | Swetlana Vysokowa      | Russland           | 4:15,66 |
|       |                        |                    |         |
| 18    | Emese Dörfler-Antal    | Österreich         | 4:26,00 |

#### 5.000 Meter
| Platz | Name                   | Land               | Zeit    |
| ----- | ---------------------- | ------------------ | ------- |
| 1     | Claudia Pechstein      | Deutschland        | 7:04,52 |
| 2     | Clara Hughes           | Kanada             | 7:06,31 |
| 3     | Gretha Smit            | Niederlande        | 7:06,34 |
| 4     | Jenita Hulzebosch-Smit | Niederlande        | 7:09,98 |
| 5     | Catherine Raney        | Vereinigte Staaten | 7:15,70 |
| 6     | Kristina Groves        | Kanada             | 7:17,38 |
| 7     | Swetlana Vysokowa      | Russland           | 7:18,07 |
| 8     | Barbara de Loor        | Niederlande        | 7:18,56 |
| 9     | Katrin Kalex           | Deutschland        | 7:19,19 |
| 10    | Eriko Ishino           | Japan              | 7:23,90 |
|       |                        |                    |         |
| 13    | Daniela Anschütz       | Deutschland        | 7:32,04 |

### Männer

#### 2 × 500 Meter
- Die Zeiten beider 500 m Läufe in Sekunden, werden addiert und ergeben die Gesamtpunktzahl

| Platz | Name               | Land               | 1. Lauf 500 Meter | 2. Lauf 500 Meter | Gesamt- punkte |
| ----- | ------------------ | ------------------ | ----------------- | ----------------- | -------------- |
| 1     | Jeremy Wotherspoon | Kanada             | 35,12 (1)         | 34,85 (1)         | 69,97          |
| 2     | Hiroyasu Shimizu   | Japan              | 35,19 (2)         | 35,17 (3)         | 70,36          |
| 3     | Erben Wennemars    | Niederlande        | 35,53 (3)         | 35,01 (2)         | 70,54          |
| 4     | Gerard van Velde   | Niederlande        | 35,67 (5)         | 35,38 (5)         | 71,05          |
| 5     | Jan Bos            | Niederlande        | 35,69 (8)         | 35,50 (6)         | 71,19          |
| 6     | Joey Cheek         | Vereinigte Staaten | 35,68 (6)         | 35,54 (7)         | 71,22          |
| 7     | Masaaki Kobayashi  | Japan              | 35,89 (12)        | 35,37 (4)         | 71,26          |
| 8     | Kip Carpenter      | Vereinigte Staaten | 35,77 (10)        | 35,59 (8)         | 71,36          |
| 9     | Dmitri Lobkow      | Russland           | 35,63 (4)         | 35,83 (12)        | 71,46          |
| 10    | Janne Hänninen     | Finnland           | 35,79 (11)        | 35,78 (10)        | 71,57          |
|       |                    |                    |                   |                   |                |
| 16    | Michael Künzel     | Deutschland        | 36,15 (15)        | 36,30 (16)        | 72,45          |
| 19    | Andreas Behr       | Deutschland        | 36,48 (18)        | 36,74 (20)        | 73,22          |

#### 1.000 Meter
| Platz | Name                           | Land               | Zeit    |
| ----- | ------------------------------ | ------------------ | ------- |
| 1     | Erben Wennemars                | Niederlande        | 1:09,71 |
| 2     | Gerard van Velde               | Niederlande        | 1:10,52 |
| 3     | Joey Cheek                     | Vereinigte Staaten | 1:10,94 |
| 4     | Janne Hänninen                 | Finnland           | 1:11,01 |
| 5     | Nick Pearson                   | Vereinigte Staaten | 1:11,19 |
| 6     | Hiroyasu Shimizu Dmitri Lobkow | Japan Russland     | 1:11,30 |
| 8     | Choi Jae-bong                  | Südkorea           | 1:11,35 |
| 9     | Jeremy Wotherspoon             | Kanada             | 1:11,44 |
| 10    | Lee Kyu-hyeok                  | Südkorea           | 1:11,57 |
|       |                                |                    |         |
| 17    | Christian Breuer               | Deutschland        | 1:12,06 |

#### 1.500 Meter
| Platz | Name               | Land               | Zeit    |
| ----- | ------------------ | ------------------ | ------- |
| 1     | Erben Wennemars    | Niederlande        | 1:47,80 |
| 2     | Ralf van der Rijst | Niederlande        | 1:48,46 |
| 3     | Joey Cheek         | Vereinigte Staaten | 1:48,56 |
| 4     | Jewgeni Lalenkow   | Russland           | 1:48,98 |
| 5     | Derek Parra        | Vereinigte Staaten | 1:49,03 |
| 6     | Ids Postma         | Niederlande        | 1:49,15 |
| 7     | Janne Hänninen     | Finnland           | 1:49,28 |
| 8     | Petter Andersen    | Norwegen           | 1:49,64 |
| 9     | Iwan Skobrew       | Russland           | 1:49,88 |
| 10    | Chris Callis       | Vereinigte Staaten | 1:50,19 |
|       |                    |                    |         |
| 17    | Jan Friesinger     | Deutschland        | 1:51,23 |
| 19    | Jörg Dallmann      | Deutschland        | 1:51,65 |

#### 5.000 Meter
| Platz | Name                 | Land               | Zeit    |
| ----- | -------------------- | ------------------ | ------- |
| 1     | Jochem Uytdehaage    | Niederlande        | 6:25,29 |
| 2     | Bob de Jong          | Niederlande        | 6:25,76 |
| 3     | Carl Verheijen       | Niederlande        | 6:30,46 |
| 4     | Paweł Jan Zygmunt    | Polen              | 6:33,77 |
| 5     | Chad Hedrick         | Vereinigte Staaten | 6:35,19 |
| 6     | KC Boutiette         | Vereinigte Staaten | 6:37,12 |
| 7     | Eskil Ervik          | Norwegen           | 6:37,51 |
| 8     | Artem Detyschew      | Russland           | 6:38,06 |
| 9     | Enrico Fabris        | Italien            | 6:38,24 |
| 10    | Derek Parra          | Vereinigte Staaten | 6:40,50 |
|       |                      |                    |         |
| 16    | Alexander Baumgärtel | Deutschland        | 6:44,58 |
| 21    | Marco Weber          | Deutschland        | 6:49,07 |
| 24    | Rayk Fritzsche       | Deutschland        | 7:22,96 |

#### 10.000 Meter
| Platz | Name              | Land        | Zeit     |
| ----- | ----------------- | ----------- | -------- |
| 1     | Bob de Jong       | Niederlande | 13:21,33 |
| 2     | Carl Verheijen    | Niederlande | 13:31,53 |
| 3     | Lasse Sætre       | Norwegen    | 13:40,69 |
| 4     | Henk Angenent     | Niederlande | 13:41,84 |
| 5     | Juri Kochanez     | Russland    | 13:49,22 |
| 6     | Artem Detyschew   | Russland    | 13:50,29 |
| 7     | Eskil Ervik       | Norwegen    | 13:50,95 |
| 8     | Paweł Jan Zygmunt | Polen       | 13:51,86 |
| 9     | Frank Dittrich    | Deutschland | 13:54,14 |
| 10    | Bart Veldkamp     | Belgien     | 13:54,20 |

## Gesamt
Die Medaillen im Teamwettbewerb fließen als einzelne Medaille in die Nationenwertung und in die Rangliste als eine Medaille je Starter ein
- Platz: Gibt die Reihenfolge der Athleten wieder. Diese wird durch die Anzahl der Goldmedaillen bestimmt. Bei gleicher Anzahl werden die Silbermedaillen verglichen, danach die Bronzemedaillen
- Name: Nennt den Namen des Athleten
- Land: Nennt das Land, für das der Athlet startete
- Gold: Nennt die Anzahl der gewonnenen Goldmedaillen
- Silber: Nennt die Anzahl der gewonnenen Silbermedaillen
- Bronze: Nennt die Anzahl der gewonnenen Bronzemedaillen
- Gesamt: Nennt die Anzahl aller gewonnenen Medaillen

### Top Ten
- Die Top Ten zeigt die Zehn erfolgreichsten Sportler (Frauen/Männer)

| Platz | Name                      | Land               | Gold | Silber | Bronze | Gesamt |
| ----- | ------------------------- | ------------------ | ---- | ------ | ------ | ------ |
| 1.    | Anni Friesinger           | Deutschland        | 3    | 0      | 0      | 3      |
| 2.    | Erben Wennemars           | Niederlande        | 2    | 0      | 1      | 3      |
| 3.    | Claudia Pechstein         | Deutschland        | 1    | 1      | 0      | 2      |
| 3.    | Bob de Jong               | Niederlande        | 1    | 1      | 0      | 2      |
| 5.    | Jeremy Wotherspoon        | Kanada             | 1    | 0      | 0      | 1      |
| 5.    | Monique Garbrecht-Enfeldt | Deutschland        | 1    | 0      | 0      | 1      |
| 5.    | Jochem Uytdehaage         | Niederlande        | 1    | 0      | 0      | 1      |
| 8.    | Joey Cheek                | Vereinigte Staaten | 0    | 2      | 0      | 2      |
| 9.    | Carl Verheijen            | Niederlande        | 0    | 1      | 1      | 2      |
| 9.    | Jennifer Rodriguez        | Vereinigte Staaten | 0    | 1      | 1      | 2      |

### Nationenwertung
- Die Nationenwertung zeigt die erfolgreichsten Nationen (Frauen/Männer)

| Platz | Land                | Gold | Silber | Bronze | Gesamt |
| ----- | ------------------- | ---- | ------ | ------ | ------ |
| 1.    | Deutschland         | 5    | 1      | 0      | 6      |
| 2.    | Niederlande         | 4    | 4      | 4      | 12     |
| 3.    | Kanada              | 1    | 1      | 1      | 3      |
| 4.    | Vereinigte Staaten  | 0    | 1      | 3      | 4      |
| 5.    | Japan               | 0    | 2      | 0      | 2      |
| 6.    | Norwegen            | 0    | 0      | 1      | 1      |
| 6.    | Volksrepublik China | 0    | 1      | 0      | 1      |
| 7.    | Belarus             | 0    | 0      | 1      | 1      |

### Frauen

#### Rangliste
- Die Rangliste zeigt die erfolgreichsten Sportlerinnen der Einzelstrecken-WM

| Platz | Name                      | Land                | Gold | Silber | Bronze | Gesamt |
| ----- | ------------------------- | ------------------- | ---- | ------ | ------ | ------ |
| 1.    | Anni Friesinger           | Deutschland         | 3    | 0      | 0      | 3      |
| 2.    | Claudia Pechstein         | Deutschland         | 1    | 1      | 0      | 2      |
| 3.    | Monique Garbrecht-Enfeldt | Deutschland         | 1    | 0      | 0      | 1      |
| 4.    | Jennifer Rodriguez        | Vereinigte Staaten  | 0    | 1      | 1      | 2      |
| 5.    | Clara Hughes              | Kanada              | 0    | 1      | 0      | 1      |
| 5.    | Wang Manli                | Volksrepublik China | 0    | 1      | 0      | 1      |
| 5.    | Maki Tabata               | Japan               | 0    | 1      | 0      | 1      |
| 8.    | Gretha Smit               | Niederlande         | 0    | 0      | 2      | 2      |
| 9.    | Anschalika Kazjuha        | Belarus             | 0    | 0      | 1      | 1      |
| 9.    | Cindy Klassen             | Kanada              | 0    | 0      | 1      | 1      |

#### Nationenwertung
- Die Nationenwertung zeigt die erfolgreichste Nationen (Frauen)

| Platz | Land                | Gold | Silber | Bronze | Gesamt |
| ----- | ------------------- | ---- | ------ | ------ | ------ |
| 1.    | Deutschland         | 5    | 1      | 0      | 6      |
| 2.    | Kanada              | 0    | 1      | 1      | 2      |
| 2.    | Vereinigte Staaten  | 0    | 1      | 1      | 2      |
| 4.    | Volksrepublik China | 0    | 1      | 0      | 1      |
| 4.    | Japan               | 0    | 1      | 0      | 1      |
| 6.    | Niederlande         | 0    | 0      | 2      | 2      |
| 7.    | Belarus             | 0    | 0      | 1      | 1      |

### Männer

#### Rangliste
- Die Rangliste zeigt die erfolgreichsten Sportler der Einzelstrecken-WM

| Platz | Name               | Land               | Gold | Silber | Bronze | Gesamt |
| ----- | ------------------ | ------------------ | ---- | ------ | ------ | ------ |
| 1.    | Erben Wennemars    | Niederlande        | 2    | 0      | 1      | 3      |
| 2.    | Bob de Jong        | Niederlande        | 1    | 1      | 0      | 2      |
| 3.    | Jeremy Wotherspoon | Kanada             | 1    | 0      | 0      | 1      |
| 3.    | Jochem Uytdehaage  | Niederlande        | 1    | 0      | 0      | 1      |
| 5.    | Joey Cheek         | Vereinigte Staaten | 0    | 2      | 0      | 2      |
| 6.    | Carl Verheijen     | Niederlande        | 0    | 1      | 1      | 2      |
| 7.    | Hiroyasu Shimizu   | Japan              | 0    | 1      | 0      | 1      |
| 7.    | Gerard van Velde   | Niederlande        | 0    | 1      | 0      | 1      |
| 7.    | Ralf van der Rijst | Niederlande        | 0    | 1      | 0      | 1      |
| 7.    | Lasse Sætre        | Norwegen           | 0    | 1      | 0      | 1      |

#### Nationenwertung
- Die Nationenwertung zeigt die erfolgreichste Nationen (Männer)

| Platz | Land               | Gold | Silber | Bronze | Gesamt |
| ----- | ------------------ | ---- | ------ | ------ | ------ |
| 1.    | Niederlande        | 4    | 4      | 2      | 10     |
| 2.    | Kanada             | 1    | 0      | 0      | 1      |
| 3.    | Vereinigte Staaten | 0    | 2      | 0      | 2      |
| 4.    | Japan              | 0    | 1      | 0      | 1      |
| 4.    | Norwegen           | 0    | 1      | 0      | 1      |